# فلوید کانسل
فلوید کانسل (به انگلیسی: Floyd Council) متولد ۱۹۱۱ و درگذشتهٔ ۱۹۷۶ در کارولینای شمالی، نوازنده گیتار در سبک بلوز.
او در دههٔ ۱۹۶۰ بر اثر سکته فلج شد و نتوانست مانند قبل به کار ادامه دهد. مردمشناس آمریکایی پیتر بی. لاوری کوشش نمود تا کارهای او را ضبط کند ولی کانسل نمی‌توانست به خوبی گذشته بنوازد و بخواند.
گروه راک انگلیسی پینک فلوید نام خود را با تلفیق نام او و پینک اندرسون ساخته‌است.